# 手自一体变速箱
手動自排變速箱，簡稱手自排變速箱或手自排，中國大陸則稱手自一體變速器，這種手動與自動一體化的變速箱，通常指的是擁有手動模式的自排變速箱，仍屬自排變速箱的一種。它是在自排變速箱的基礎之上，讓駕駛可以透過人工操控的方式，增加或减少檔位的一種變速箱，通常使用換檔撥片或排檔桿上的“+”和“-”以達成升檔或降檔。不過為了避免對變速箱及汽車引擎造成傷害，在駕駛使用檔位不合理時，則會由電腦進行自動糾正。
值得注意的是，與之名稱相似的自動手排變速箱（AMT）差異之處在於，自動手排變速箱（AMT）是可自動變換檔位的手排變速箱，而手動自排變速箱（Manumatic）則是可模擬手動排檔的自排變速箱，兩者雖然在本體基礎的變速箱種類上有所不同，但卻皆屬自排變速箱的一種。

## Tiptronic
Tiptronic是保時捷的一款手自排變速箱註冊商標，但該公司也授權了荒原路華和福斯集團等其他公司使用該商標。